# Kyron McMaster
Kyron Anthony McMaster (* 3. Januar 1997 in Road Town) ist ein 400-Meter-Hürdenläufer von den Britischen Jungferninseln. Zu seinen größten Erfolgen zählen die Goldmedaillen über 400 Meter Hürden bei den Commonwealth Games 2018 und 2022 sowie die Silbermedaille bei den Weltmeisterschaften 2023 in Budapest. McMaster zählt somit zu den erfolgreichsten Leichtathleten seines Landes.

## Sportliche Laufbahn
Erste internationale Erfahrungen sammelte Kyron McMaster bei den Zentralamerika- und Karibik-Juniorenmeisterschaften 2012 in San Salvador, bei denen er mit 1,85 m den siebten Platz im Hochsprung belegte und über 400 Meter in der ersten Runde ausschied. Bei den CARIFTA-Games 2013 in Nassau wurde er Fünfter über 400 Meter sowie Siebter über 200 Meter. Bei den Jugendweltmeisterschaften in Donezk schied er über 200 und 400 Meter im Vorlauf aus. Bei den CARIFTA-Games 2014 in Fort-de-France belegte er Platz sechs über 400 Meter und gewann über 400 Meter Hürden in 52,85 s die Bronzemedaille. Über diese Disziplin nahm er an den Juniorenweltmeisterschaften in Eugene teil, schied dort aber bereits in der ersten Runde aus. Anschließend nahm er an den Olympischen Jugendspielen in Nanjing teil, wurde dort aber im Vorlauf disqualifiziert.
2015 erreichte er bei den Panamerikanischen Juniorenmeisterschaften in Edmonton das Finale, konnte dann aber seinen Finallauf nicht beenden. 2016 erfolgte die Teilnahme an den U20-Weltmeisterschaften in Bydgoszcz, bei denen er in 49,56 s die Bronzemedaille gewinnen konnte. 2017 qualifizierte er sich für die Weltmeisterschaften in London und wurde dort wegen einer Bahnübertretung im zweiten Vorlauf disqualifiziert. 2018 nahm er zum ersten Mal an den Commonwealth Games im australischen Gold Coast teil und gewann dort in 48,25 s die Goldmedaille und gewann damit die erste Goldmedaille für die Britischen Jungferninseln überhaupt. Anschließend wurde er bei der Doha Diamond League in 49,46 s Dritter und beim Meeting de Paris gelangte er mit neuem Landesrekord von 47,54 s auf Rang zwei. Ende Juli siegte er in 47,60 s bei den Zentralamerika- und Karibikspielen in Barranquilla und stellte damit einen neuen Spielerekord auf. Daraufhin siegte er in 48,18 s auch bei den NACAC-Meisterschaften in Toronto und stellte auch damit einen Meisterschaftsrekord auf. Ende August siegte er dann in 48,08 s bei Weltklasse Zürich und wurde beim Continentalcup in Ostrava in 52,62 s Achter. 2019 wurde er in 49,12 s Dritter bei den Bislett Games in Oslo sowie in 48,33 s auch beim Meeting de Paris und bei Weltklasse Zürich in 48,58 s. Daraufhin gelangte er bei den Weltmeisterschaften in Doha das Finale und klassierte sich dort mit 48,10 s auf dem vierten Platz. 2021 wurde er bei der Doha Diamond League in 47,82 s Dritter und nahm anschließend an den Olympischen Spielen in Tokio teil und lief dort im Finale mit 47,08 s neuen Landesrekord und wurde damit Vierter. Während der Eröffnungsfeier der Spiele war er, gemeinsam mit der Schwimmerin Elinah Philip, der Fahnenträger seiner Nation. Daraufhin wurde er beim Memorial Van Damme in 48,31 s Zweiter.
2022 wurde er bei der Bauhaus-Galan in 48,58 s Dritter und erreichte anschließend bei den Weltmeisterschaften in Eugene das Halbfinale und verzichtete dort auf ein Antreten. Daraufhin verteidigte er bei den Commonwealth Games in Birmingham in 48,93 s seinen Titel und siegte dann in 47,34 s bei den NACAC-Meisterschaften in Freeport. Im Jahr darauf wurde er bei der Bauhaus-Galan in 48,94 s Zweiter und siegte dann in 47,26 s beim P-T-S Meeting. Im August gewann er bei den Weltmeisterschaften in Budapest in 47,34 s die Silbermedaille hinter dem Norweger Karsten Warholm. Kurz darauf siegte er in 47,27 s bei Weltklasse und wurde dann beim Prefontaine Classic in 47,31 s Dritter. 2024 wurde er bei den Bislett Games in 48,49 s Dritter und anschließend bei der Bauhaus-Galan in 48,05 s Zweiter. Im August belegte er bei den Olympischen Sommerspielen in Paris mit 47,79 s im Finale den fünften Platz.
2017 gewann er das IAAF Diamond Race.

## Persönliche Bestleistungen
- 200 Meter: 20,72 s (+0,7 m/s), 25. Juni 2017 in Port of Spain
  - 200 Meter (Halle): 22,06 s, 30. Januar 2016 in Phoenix
- 300 Meter: 32,96 s, 17. März 2023 in Carolina (nationale Bestleistung)
- 400 Meter: 48,10 s, 29. Juni 2014 in Saint John’s
  - 400 Meter (Halle): 45,84 s, 14. Februar 2020 in Clemson (Landesrekord)
- 400 m Hürden: 47,08 s, 3. August 2021 in Tokio (Landesrekord)
- Hochsprung: 1,85 m, 30. Juni 2012 in San Salvador